# Thực vật ngập mặn

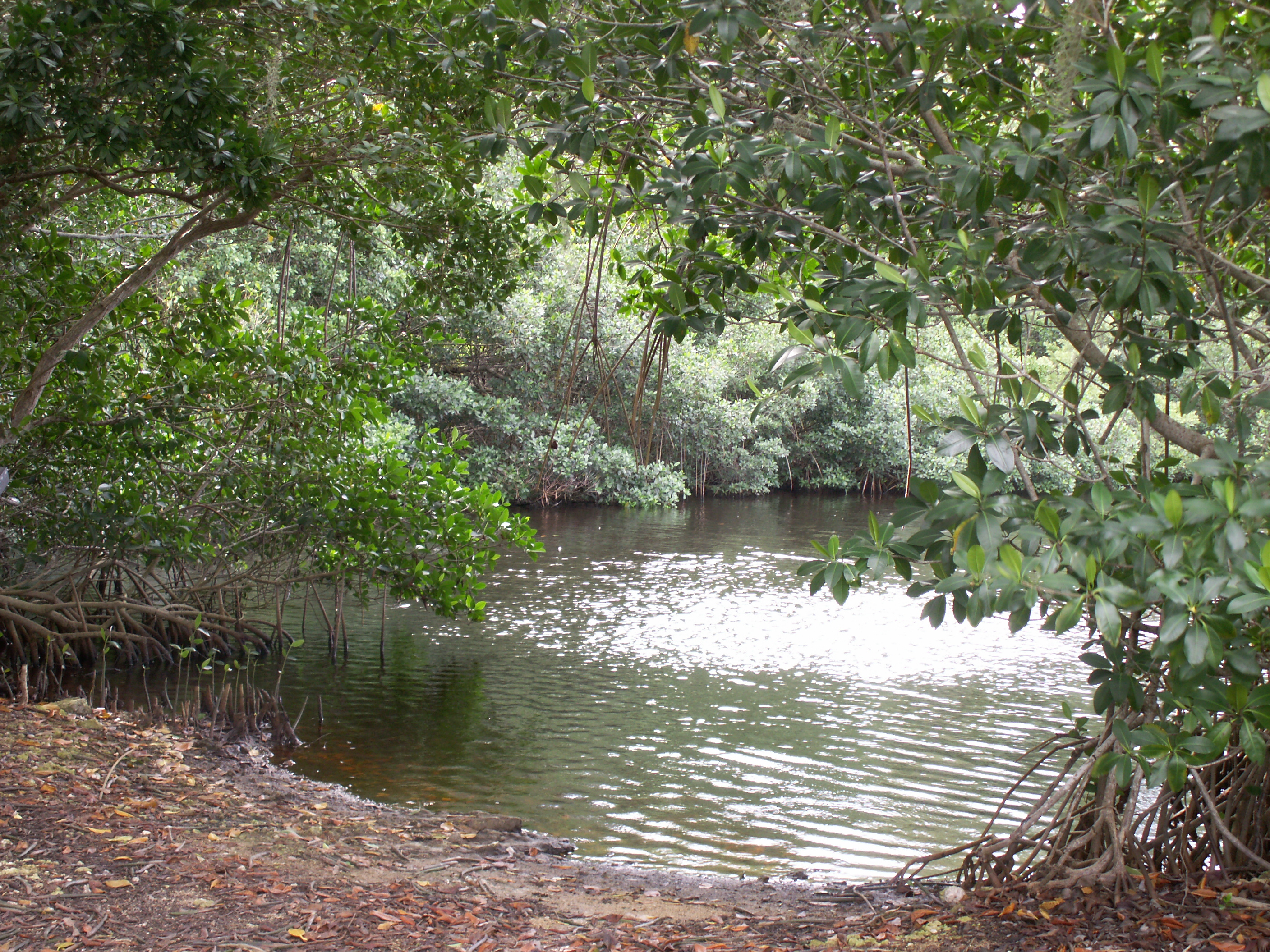
Thực vật ngập mặn ở các đầm lầy ven biển. Đầm lầy này nằm ở Everglades, Florida.

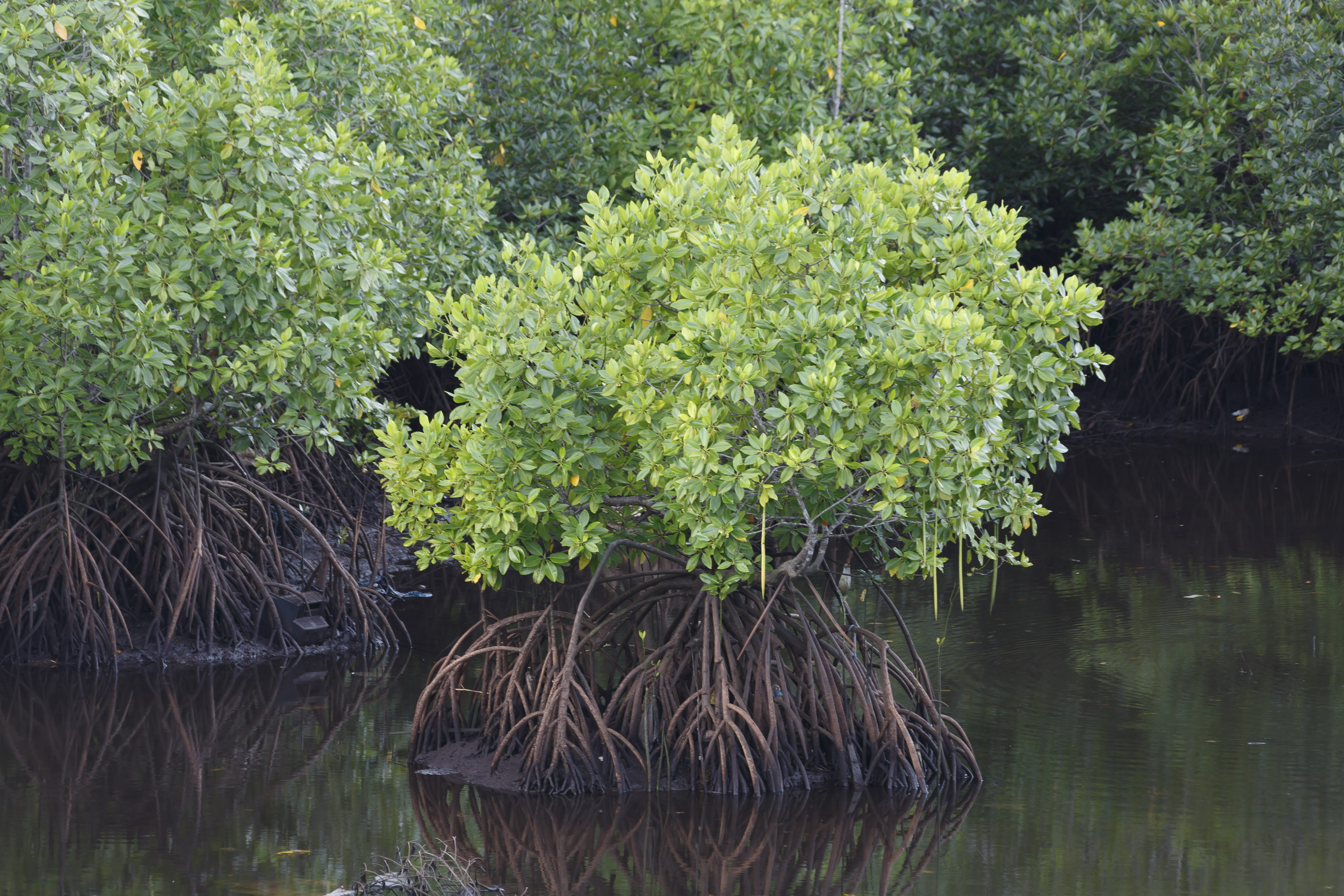
Thực vật ngập mặn tại Malaysia.

Thực vật ngập mặn hay còn gọi cây ngập mặn là các loại cây gỗ và cây bụi sống trong các vùng nước mặn ven biển trong vùng nhiệt đới và cận nhiệt đới, chủ yếu giữa vĩ độ 25° Bắc và 25° Nam. Các độ mặn khác nhau tạo ra nhiều loài thay đổi từ nước lợ đến nước mặn (30 đến 40 ppt), đến các môi trường có độ mặn lớn hơn gấp 2 lần độ mặn nước biển (đến 90 ppt), tại đây hàm lượng muối cô đặc bởi sự bốc hơi.
Có một số loài cây gỗ và cây bụi thích nghi với môi trường nước mặn. Không phải tất cả các loài đều thích nghi, mặc dù thuật ngữ "thực vật ngập mặn" có thể được dùng để chỉ tất cả chúng, hoặc theo nghĩa hẹp hơn, nó chỉ dùng cho họ thực vật ngập mặn là Rhizophoraceae (họ Đước), hoặc đặc biệt hơn là chi Rhizophora.
Thực vật ngập mặn hình thành một môi trường sống nước mặn của rừng cây thân gỗ và rừng cây bụi hay còn gọi là rừng ngập mặn. Rừng ngập mặn thường phân bố ở vùng ven biển tích tụ các trầm tích hạt mịn và chúng có vai trò bảo vệ các vùng đất bởi tác động của sóng năng lượng cao. Có thể gặp chúng ở các cửa sông và dọc theo các bờ biển thông thoáng. Thực vật ngập mặn chiếm khoảng 3/4 bờ biển nhiệt đới.

## Phân bố
Trên thế giới, trong số hơn 250.000 loài thực vật có mạch thì chỉ có khoảng 110 loài thực vật là đặc trưng cho thảm cây ngập mặn, điều này cho thấy đây là một môi trường khắc nghiệt cho các loài thực vật. Tại một khu vực ngập nước mặn, sẽ khó có thể thu thập được đến 30 loài, và ở một số địa điểm, đặc biệt là địa điểm ven vùng cận nhiệt đới và các mảnh đất mới hình thành, có thể có chỉ có 1 hoặc 2 loài. Tất cả các loài cây ngập mặn của thế giới là cây lâu năm, và không loài nào có thể phát triển hoặc là sinh sống ở nơi có sự đóng băng hoặc nơi nhiệt độ nước lạnh theo mùa. Do đó, các yếu tố nhiệt độ đã hạn chế khả năng hướng cực của loại rừng này.
Ấn Độ và Malaysia được xem là hai khu vực có nhiều loài cây ngập mặn phong phú và có chất lượng. Các cây gỗ quan trọng nhất là mắm (hay mấm), đước, vẹt, bần, dà (Ceriops). Mắm trắng (mắm lưỡi đòng) (Avicemnia alba) và bần trắng (Sorineratia alba) phát triển theo hướng biển, còn mắm quăn (Avicennia lanata) và mắm đen (Avicennia officinalis) hướng về phía đất liền. Thực vật ngập mặn phong phú nhất ở Đông Nam Á là tại Malaysia, Thái Lan, Việt Nam vì nơi đây mưa lớn, nhiều phù sa, ít sóng gió.
Các loài cây ngập mặn đã tiến hóa từ những thực vật trên cạn khác nhau một cách biệt lập, cả ở những loài một lá mầm, hai lá mầm và dương xỉ. Trong số những loài cây ngập mặn thì đước đỏ (R. mangle) là loài phổ biến nhất, mọc dọc theo bờ biển Thái Bình Dương của châu Mỹ từ 28 độ vĩ Bắc ở Baja California tới Sonora Tây bắc Nam Mỹ và quần đảo Galapagos, ở phía đông của châu Mỹ từ cực nam Florida tới miền nam Brazil, và đến vùng nhiệt đới Tây Phi. Ở Cựu thế giới (các châu lục Âu-Á-Phi), vẹt dù (Bruguiera gymnorrhiza) là loài đặc biệt phổ biến rộng rãi, phân bố từ Đông Phi đến miền đông Úc, trong các lưu vực sông ở Thái Bình Dương, và quần đảo Lưu Cầu ở châu Á. Ngoài ra, dà và trang (Kandelia candel), mắm cũng là những loài rất phổ biến ở những khu vực này.

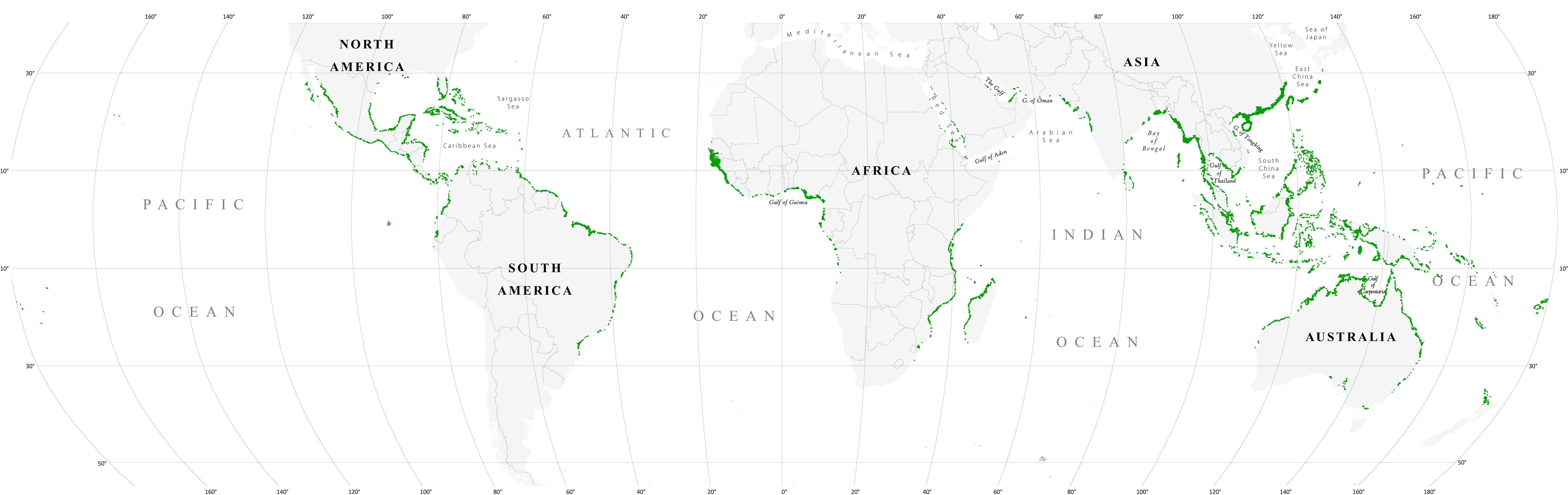
Những khu vực rừng ngập mặn trên thế giới (năm 2000)

### Cây ngập mặn ở Việt Nam

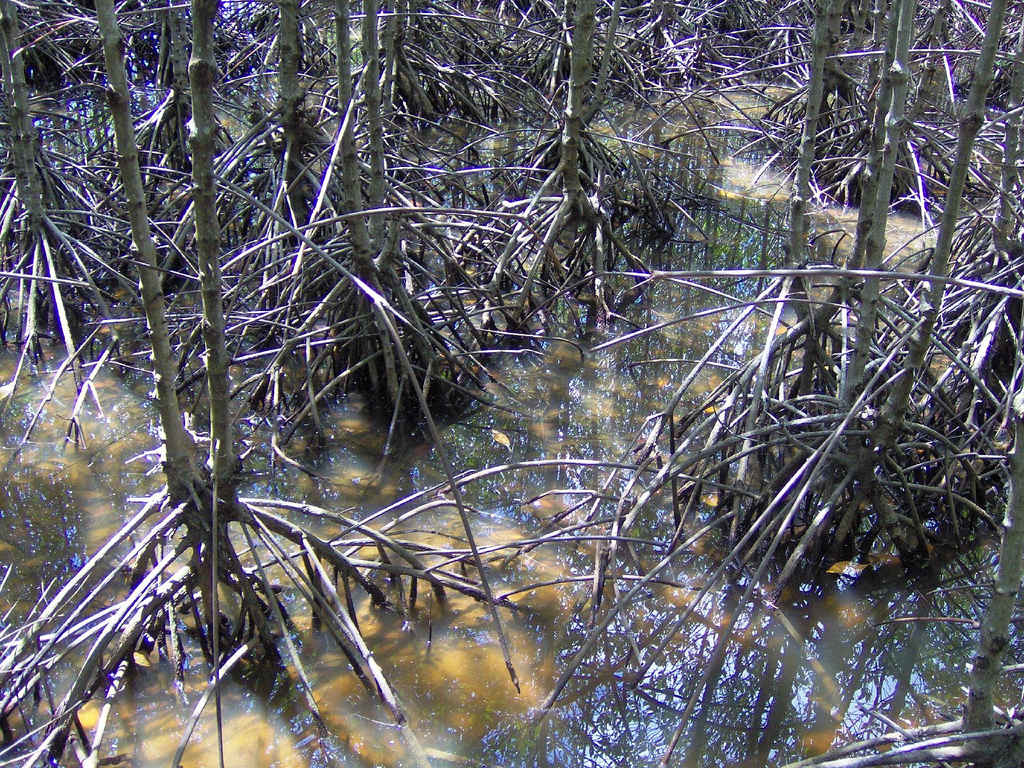
Rừng ngập mặn tại Khu dự trữ sinh quyển Cần Giờ, Việt Nam

Chỉ riêng ở Việt Nam đã có khoảng 37 loài cây ngập mặn khác nhau, trong đó Đồng bằng sông Cửu Long có số lượng và chủng loại cây ngập mặn đa dạng nhất.

## Đặc điểm đặc trưng
Những điều kiện tự nhiên nơi cây ngập mặn sinh sống thước khắc nghiệt như: Oxy trong đất bùn lầy thường thấp, tuy ngập nước thường xuyên nhưng nước ngọt khan hiếm, độ mặn cao từ 30.000 tới 40.000 ppm đối với nước biển bình thường, và lên đến 90.000 ppm ở những khu vực mà muối bị cô đặc do hiện tượng bốc hơi của nước (độ mặn của nước uống hằng ngày thường vào khoảng 100 ppm).
Tuy nhiên, cây ngập mặn đã đặc biệt phát triển những khả năng để cho phép chúng phát triển trong những điều kiện như vậy.

### Rễ
Hệ thống rễ của cây ngập mặn giúp cây đứng vững trong môi trường đất bùn mềm bằng cách mọc hướng xuống từ thân cây và hay phát triển theo phương ngang dưới mặt đất.
Hoạt động hô hấp của cây rừng ngập mặn được thực hiện thông qua những lỗ thông khí (những khoảng mở nhỏ trên thân hoặc rễ). Một vài loài cây ngập mặn đã phát triển những hệ thống rễ chuyên dụng để đảm bảo các lỗ thông khí nằm phía trên mực nước thủy triều hay bùn (vốn gây thiếu oxy).
Một vài loài cây ngập mặn phát triển rễ khí sinh, còn gọi là rễ có những lỗ thông khí ngoi thẳng lên từ lớp đất bùn nước. Một vài rễ khí sinh trông giống như ống thở của thợ lặn và thường vươn lên khỏi mặt nước hoặc bùn khoảng 30 cm (như rễ của cây mắm). Những rễ khí sinh khác, khi đã vươn cao khỏi mặt nước hoặc bùn, có thể gập lại và quay ngược trở lại lòng đất, còn gọi là rễ chân Nôm, cây bần (như rễ của cây đước, cây dà).
Một số loài cây ngập mặn phát triển hệ thống rễ giúp trụ đỡ cho thân cây, nơi có các lỗ thông khí nằm trên mặt nước hoặc bùn.
Rễ cây rừng ngập mặn chủ yếu là rễ chống. Chỉ có cây mắm là rễ thở.

### Khả năng chịu mặn

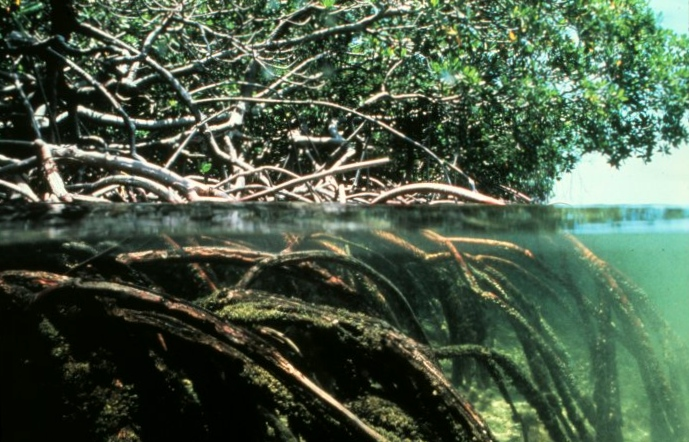
Thực vật phát triển phía trên và phía dưới mặt nước

Cây rừng ngập mặn có thể thích nghi cao để phát triển trong những môi trường nhiễm mặn. Những loài cây ngập mặn khác nhau sử dụng một hoặc kết hợp những quá trình sau để thích nghi với những điều kiện nhiễm mặn:
Ngăn chặn - một số loài cây ngập mặn có hệ thống rễ với đặc tính không thấm cao, đóng vai trò như những bộ lọc chỉ cho phép nước ngấm qua và muối bị giữ lại bên ngoài;
Loại trừ - một số loài cây ngập mặn có thể loại thải muối từ thân chính thông qua những tuyến muối trên lá do vậy lá của những loài này thường có vị mặn;
Tích lũy - một số loài cây ngập mặn tích lũy những lượng muối dư thừa vào vỏ cây hoặc lá cây của chúng.

### Nước ngọt bị giới hạn
Vì nước ngọt có thể khan hiếm ở những khu vực cây rừng ngập mặn sinh sống, chúng đã phát triển những cách thức nhằm hạn chế lượng nước bốc hơi qua lá cây. Một số loại cây ngập mặn có thể hạn chế việc mở những lỗ thở (các lỗ nhỏ trên lá cho việc trao đổi không khí), trong khi những loài khác có thể thay đổi hướng nghiêng của lá để tránh ánh nắng gay gắt giữa trưa.

### Hạt giống
Cây rừng ngập mặn sinh ra những hạt giống được gọi là những trụ mầm vốn được thích nghi để tăng cường khả năng tái sinh trong những điều kiện đặc biệt của rừng ngập mặn.
Trụ mầm phát triển ngay trên cây mẹ của rừng ngập mặn. Ở một số loài trụ mầm sẽ được giữ lại ở trái cho đến khi trái chín và rơi khỏi cây. Ở những loài khác, những trụ mầm mọc xuyên qua trái khi vẫn còn ở trên cây và đạt được một kích cỡ đáng kể trước khi rơi xuống nước.
Một số trụ mầm có khả năng nổi vì thế khi chúng rơi xuống khỏi cây, chúng sẽ trôi theo nước ra xa trước khi chúng tìm được một chỗ thích hợp để phát triển.

### Sự phân ranh giới tự nhiên
Mỗi loài cây ngập mặn có những đặc tính riêng và mọc tốt nhất ở những khu vực nhất định dọc theo bờ biển. Điều này có thể là nguyên nhân chính tại sao ở một số bờ biển có thể quan sát thấy sự phân định ranh giới tự nhiên, với một số loài nhất định sống ở gần biển (ở khu vực nước sâu và chảy mạnh hơn) và một số loài khác sống ở gần bờ hơn (ở khu vực nước nông và chảy êm dịu hơn).

## Gieo trồng
Khi trồng cây ngập mặn, điều quan trọng là phải phụ thuộc vào điều kiện tự nhiên của khu vực, vì một số loài cây ngập mặn có thể không sống được do những điều kiện tự nhiên tại khu vực đó không phù hợp - vì thế việc trồng những loài này sẽ không có kết quả.
Ví dụ: một số loài cây ngập mặn thích nước nông, một số khác thích nước sâu hơn. Một vài loài cây ngập mặn thích điều kiện dòng chảy êm dịu, trong khi một số khác có thể chịu được những điều kiện khắc nghiệt hơn. Một vài loài thích bùn mềm, trong khi một số lại ưa bùn chặt cứng. Một số loài lại ưa nước ngọt, trong khi những loài khác có thể chịu được nước rất mặn.
Chính vì vậy khi trồng cây ngập mặn, điều quan trọng là hiểu được điều kiện của khu vực và trồng loại cây thích hợp cho khu vực đó.